# Maximiliane Rall
Maximiliane Rall (Rottweil, 18 november 1993) is een voetbalspeelster uit Duitsland. Ze speelt als verdediger voor Chicago Red Stars in de National Women's Soccer League.

## Clubcarrière
Rall begon met voetballen op vijfjarige leeftijd bij VfB Bösingen. In de zomer van 2009 voegden zij en ploeggenote Natalie Hezel zich in het B-jeugdteam van VfL Sindelfingen. In de zomer van 2010 maakte Rall de stap naar het eerste elftal van VfL Sindelfingen. Ze maakte haat debuut voor de club in de Tweede Bundesliga-Zuid op 15 augustus 2010 tegen het tweede elftal van 1. FC Köln. Na twee seizoenen en 27 optreden werden Rall en haar ploeggenoten kampioen in het seizoen 2011/12.. Rall maakte haar debuut in de Bundesliga op 2 september 2012 in een 9-1 nederlaag tegen 1. FFC Turbine Potsdam. Na 61 wedstrijden verliet Rall de club en vertrok ze voor een aantal maanden naar Marokko. Na drie maanden keerde ze in februari 2015 terug in Duitsland waar ze voor TSG 1899 Hoffenheim ging spelen. In eerste instantie maakte ze onderdeel uit van de het tweede elftal van de club uit Sinsheim, totdat ze in 2017 werd overgeheveld naar het eerste elftal.
Voorafgaande aan het seizoen 2021/22 tekende Rall een contract bij de Duitse topclub FC Bayern München. In München onderging ze een positiewissel van back naar middenvelder en wist ze een fervent doelpuntenmaakster te worden. In haar debuutseizoen werd ze de tweede topscoorster van FC Bayern München met 10 doelpunten. Ook eindigde ze op de tweede plaats achter kampioen VfL Wolfsburg.
In januari 2024 ging Rall een Amerikaans avontuur aan door een eenjarig contract te tekenen bij Chicago Red Stars.

## Statistieken
| Seizoen | Club                   | Land             | Competitie                     | Wedstrijden | Doelpunten |
| ------- | ---------------------- | ---------------- | ------------------------------ | ----------- | ---------- |
| 2010/11 | VfL Sindelfingen       | Duitsland        | Tweede Bundesliga              | 17          | 0          |
| 2011/12 | VfL Sindelfingen       | Duitsland        | Tweede Bundesliga              | 10          | 1          |
| 2012/13 | VfL Sindelfingen       | Duitsland        | Bundesliga                     | 13          | 0          |
| 2013/14 | VfL Sindelfingen       | Duitsland        | Bundesliga                     | 22          | 2          |
| 2014/15 | TSG 1899 Hoffenheim II | Duitsland        | Tweede Bundesliga              | 11          | 1          |
| 2015/16 | TSG 1899 Hoffenheim II | Duitsland        | Tweede Bundesliga              | 22          | 5          |
| 2016/17 | TSG 1899 Hoffenheim II | Duitsland        | Tweede Bundesliga              | 22          | 7          |
| 2017/18 | TSG 1899 Hoffenheim    | Duitsland        | Bundesliga                     | 20          | 2          |
| 2018/19 | TSG 1899 Hoffenheim    | Duitsland        | Bundesliga                     | 22          | 9          |
| 2019/20 | TSG 1899 Hoffenheim    | Duitsland        | Bundesliga                     | 21          | 4          |
| 2020/21 | TSG 1899 Hoffenheim    | Duitsland        | Bundesliga                     | 22          | 1          |
| 2021/22 | FC Bayern München      | Duitsland        | Bundesliga                     | 19          | 10         |
| 2022/23 | FC Bayern München      | Duitsland        | Bundesliga                     | 19          | 5          |
| 2023/24 | FC Bayern München      | Duitsland        | Bundesliga                     | 2           | 0          |
| 2023/24 | FC Bayern München II   | Duitsland        | Tweede Bundesliga              | 2           | 10         |
| 2024    | Chicago Red Stars      | Verenigde Staten | National Women's Soccer League | 9           | 1          |
| Totaal  | Totaal                 | Totaal           | Totaal                         | 253         | 48         |

Laatste update: 15 februari 2025

## Interlandcarrière
Rall maakte haar debuut voor het Duitse nationale team op 10 november 2018 door in de basis te starten in een vriendschappelijke wedstrijd tegen Italië. De wedstrijd eindigde in een 5-2 overwinning voor Duitsland.